# Gauche unie et alternative
Pour les articles homonymes, voir Esquerra Unida.
La Gauche unie et alternative (en catalan : Esquerra Unida i Alternativa) (EUiA) est un parti politique espagnol de gauche de type régionaliste fondé en 1998. Il se réclame d'inspiration socialiste mais opère comme référent du parti Gauche unie (d'inspiration communiste) en Catalogne de 1998 à 2019.

## Description
Le parti vise à défendre les intérêts de la Catalogne.

## Résultats électoraux

### Cortes générales
| Année   | Congrès des députés | Congrès des députés | Congrès des députés | Congrès des députés | Sénat  | Sénat                                  |
| Année   | %                   | Voix                | Rang                | Sièges              | Sièges | Coalition                              |
| ------- | ------------------- | ------------------- | ------------------- | ------------------- | ------ | -------------------------------------- |
| 2000    |                     |                     |                     |                     |        |                                        |
| 2004    | Au sein de ICV/EUiA | Au sein de ICV/EUiA | Au sein de ICV/EUiA | 0 / 47              | 0 / 16 | Accord catalan pour le progrès         |
| 2008    | Au sein de ICV/EUiA | Au sein de ICV/EUiA | Au sein de ICV/EUiA | 0 / 47              | 0 / 16 | Accord catalan pour le progrès         |
| 2011    | Au sein de ICV/EUiA | Au sein de ICV/EUiA | Au sein de ICV/EUiA | 1 / 47              | 0 / 16 | Accord pour le progrès de la Catalogne |
| 2015    | Au sein de ECP      | Au sein de ECP      | Au sein de ECP      | 2 / 47              | 0 / 16 | En Comú Podem                          |
| 2016    | Au sein de ECP      | Au sein de ECP      | Au sein de ECP      | 2 / 47              | 0 / 16 | En Comú Podem                          |
| 04/2019 | Au sein de ECP      | Au sein de ECP      | Au sein de ECP      | 1 / 47              | 0 / 16 | En Comú Podem                          |

### Parlement catalan
| Année | Tête de liste   | Sièges  | Voix               | %                  | Rang               |
| ----- | --------------- | ------- | ------------------ | ------------------ | ------------------ |
| 1999  | Rafael Ribó     | 0 / 135 | 44 454             | 1,44               | 6e                 |
| 2003  | Joan Saura      | 1 / 135 | Au sein d'ICV-EUiA | Au sein d'ICV-EUiA | Au sein d'ICV-EUiA |
| 2006  | Joan Saura      | 2 / 135 | Au sein d'ICV-EUiA | Au sein d'ICV-EUiA | Au sein d'ICV-EUiA |
| 2010  | Joan Herrera    | 2 / 135 | Au sein d'ICV-EUiA | Au sein d'ICV-EUiA | Au sein d'ICV-EUiA |
| 2012  | Joan Herrera    | 3 / 135 | Au sein d'ICV-EUiA | Au sein d'ICV-EUiA | Au sein d'ICV-EUiA |
| 2015  | Lluís Rabell    | 1 / 135 | Au sein de CSQP    | Au sein de CSQP    | Au sein de CSQP    |
| 2017  | Xavier Domènech | 1 / 135 | Au sein de ECP     | Au sein de ECP     | Au sein de ECP     |